# Венгліни
Венгліни (пол. Węgliny, нім. Brandsorge) — село в Польщі, у гміні Губін Кросненського повіту Любуського воєводства.
Населення — 121 особа (2011).
У 1975-1998 роках село належало до Зеленогурського воєводства.

## Демографія
Демографічна структура станом на 31 березня 2011 року:
|          | Загалом | Допрацездатний вік | Працездатний вік | Постпрацездатний вік |
| -------- | ------- | ------------------ | ---------------- | -------------------- |
| Чоловіки | 63      | 13                 | 47               | 3                    |
| Жінки    | 58      | 11                 | 33               | 14                   |
| Разом    | 121     | 24                 | 80               | 17                   |